# Клан Белл
Клан Белл (шотл. - Clan Bell) – один з рівнинних шотландських кланів та один з кланів Ірландії. На сьогодні клан немає визнаного  герольдами Шотландії вождя, тому в Шотландії він називається «кланом зброєносців».
Гасло клану: Я несу дзвін. 
Історичні землі клану: Міддлебі, Дамфріс, Галловей

## Історія клану Белл
Назву клану нині сприймають як слово «дзвін», але можливо, назва походить від французького слова Bel чи Belle – «гарний», «прекрасний». Є різні варіанти написання назви клану, в тому числі: Bel, Bellis, Belle, Beal, Bale.
Здавна клан жив на землях Міддлбі. Про це є історичні свідчення починаючи з XI століття. У XVII столітті клан розселився на землях Дамфрісширу. Відомо було про 31 сім’ю з цього клану, що жили саме там. Вважається, що клан Белл походить від лицаря-нормана, що служив королю Шотландії Давиду І. Одна із перших згадок про клан Белл це згадка про Гілберта Ле Фітцбела, що володів землями в Дамфрісі. 
Землі, де жив клан давно вже були перенаселені, тому люди клану Белл мандрували у різні краї та країни, щоб заробити собі на життя, іноді робили рейди на землі інших кланів та в Англію захоплюючи худобу. Якщо в давні часи такі рейди вважалися в Шотландії нормальним явищем, навіть доблестю, то в XV – XVI століттях такі рейди почали турбувати короля і були оголошені поза законом. Клан отримав попередження в 1517 році – від клану вимагалося дотримуватися миру з іншими кланами. Але ситуація мало змінилася – у 1587 році був прийнятий закон щодо «заспокоєння і збереження миру і послуху жителів кордонів, Хайленду та Островів». Список кланів та вождів кланів яким заборонялося здійснювати рейди включає клан Белл. У XVII столітті багато людей клану Белл переселились в Ірландію – в Ольстер. Клан Белл включився в систему кланів Ірландії. Прізвище Белл з тих часів зустрічається в Ірландії.  
Клан Белл був союзником клану Дуглас. Граф Арчібальд Дуглас подарував Вільяму Беллу землі в Кірконнелі та Аннадейлі в 1424 році. Вільям Белл збудував у тих землях замок, що є символом клану Белл до сьогодні. 
Останнім вождем клану Белл був Вільям Белл, що був відомий як Редклоак (шотл. -  Redcloak). Він помер у 1628 році. Його резиденцією був деякий час «Чорний будинок» в Аннадейлі, що був зруйнований у 1547 році під час англійського рейду. Тоді вождь клану Вільям переїхав в інший будинок, що біля Келсо і теж назвав його «Чорний будинок». Вже майже 400 років клан Белл існує без вождя, хоча визнається в Шотландії окремим кланом. Є надія, що герольди Шотландії вирішать питання, щодо вождя клану Белл. У XVII столітті люди клану Белл почали емігрувати з Шотландії у різні країни світу. Нині люди клану Белл живуть у Канаді, Австралії, Новій Зеландії, різних країнах Америки та Європи. 
Крім відомого клану Белл існує ще септа клану МакМіллан, що теж називається Белл. Це септа абсолютно іншого походження. Ця септа жила у Гленширі біля озера Лох-Файн. 
Люди клану Белл прославились у багатьох професіях. Серед людей клану Белл були відомі хірурги, в тому числі королівські хірурги, голови Королівської колегії хірургів, деякі з них стали потім шерифами. Серед них були і чоловіки і жінки. 
Серед відомих людей клану Белл був генерал сер Джон Белл, що воював у наполеонівських війнах і був другом герцога Веллінгтона. Джордж Джозеф Белл був відомим юристом і написав книгу «Принципи законів Шотландії». Доктор Джозеф Белл – хірург та професор Единбурзького університету був прототипом Шерлока Холмса – вигаданого детектива оповідань письменника ірландсько-шотландського походження Артура Конан Дойла.  
Олександр Грехем Белл був винахідником телефону – першої моделі, що знайшла широке практичне застосування. 